# История О
«История О» (фр. Histoire d'O) — эротический роман французской писательницы Доминик Ори на садомазохистскую тему. Впервые был издан в 1954 году под псевдонимом Полин Реаж с предисловием Жана Полана. Книга стала культовой для БДСМ-сообщества; многие термины соответствующей субкультуры восходят к «Истории О».

## Сюжет
Двое влюблённых — молодой человек по имени Рене и девушка, чьё имя на протяжении всего романа пишется как О, проводят романтический вечер в одном из парков Парижа. После прогулки Рене сажает девушку в такси, которое везёт их по неизвестному ей маршруту. Уже в пути возлюбленный неожиданно приказывает О снять нижнее бельё, обнажает ей грудь, наконец, связывает руки за спиной и в таком виде выводит её из машины. Место, куда они прибыли — уединённый замок в Руаси (местечко в северо-восточном пригороде Парижа): об этом О узнаёт лишь позже. Пока что девушке неизвестно, где она находится и что с ней дальше произойдёт. Но читателю уже с самого начала становится понятно, что Рене привёз возлюбленную в замок, принадлежащий закрытому обществу садомазохистов. Здесь мужчины властвуют над женщинами. Каждая из обитательниц замка — рабыня, которая обязана не только сексуально удовлетворять своих господ, но и терпеть телесные наказания, часто очень жестокие и даже без всякой провинности. Доставив свою девушку в замок, Рене тем самым передаёт её в руки других членов сообщества.
В первый же вечер О подчиняется строгому и изощрённому ритуалу замка Руаси. Она вынуждена отдаться четверым людям в масках, одним из которых, как она знает, является её возлюбленный, и выдержать жестокую порку плетью у столба. Эта экзекуция, как объясняет ей один из присутствующих — только начало тех наказаний, которым ей предстоит подвергаться ежедневно во время своего нахождения в замке. Главная цель — заставить её отказаться от своего «я» и признать себя лишь вещью, бессловесной и покорной служанкой. Вначале главная героиня не видит в происходящем никакого смысла и не получает наслаждения, наоборот — она внутренне протестует, страдая телом и душой. Но страстная любовь заставляет её довериться своему возлюбленному, который обещает ей быть рядом с ней, даже тогда, когда её насилуют и наказывают другие.
Девушку поселяют в красном крыле замка, где она впервые видит приставленного к ней слугу Пьера. Понятие «слуга» — явная условность: Пьер обязан не прислуживать рабыне, а приковывать её на ночь цепью, освобождать её утром и подвергать ритуальной порке хлыстом. Слугам разрешено заниматься сексом с рабынями в тех комнатах, которые входят в их секцию. Об этом героине сообщают две рабыни-прислужницы, которые знакомят её с жизнью замка — Андре и Жанна, причём в их рассказах о правилах замка проскальзывает плохо скрываемое удовольствие. Девушка начинает смутно понимать, что жизнь рабынь в Руаси состоит не только из боли и страдания. Она чувствует, что женщины, которые прислуживают сибаритам и распутникам, ведущим праздную жизнь в помещениях замка, получают удовлетворение от исполнения своей роли. Формально замок Руаси — не тюрьма с похищенными пленницами: очевидно, что рабыни попадают сюда добровольно — их вовлекают в эту сложную, почти мистическую игру более опытные и искусные в делах любви партнёры. Наказания, несмотря на всю их суровость, не причиняют вреда здоровью рабынь. На протяжении всего повествования время от времени проскальзывает скрытая угроза: и Рене, и другие члены сообщества намекают, что если намеченная жертва не пожелает приехать в замок, её заставят, но фактически рабыни играют свою роль добровольно, и вся «история О» — рассказ о молодой женщине, по собственной воле отдавшей себя в распоряжение мужчин. По сути, ничто не удерживает её от ухода из замка или разрыва отношений с Рене. Но её любовь сильнее всех невероятных унижений и страданий: О подчиняется и с каждым днём всё глубже погружается в атмосферу бесконечной эротической оргии. Старинные костюмы и платья, средневековый антураж, сложный церемониал — всё вместе только усиливает впечатление от совершенно ирреального мира, в котором не действуют привычные правила и нормы.

Все дни и недели пребывания в замке О пытается разобраться в своих чувствах. Она верит своему любовнику, который объясняет ей, что специально отдаёт её в распоряжение другим мужчинам, чтобы ощутить свою власть над ней. Её покорность является доказательством её любви, а то, что Рене отдаёт её другим, позволяет ему самому по-настоящему ощутить, что она ему принадлежит. Но девушка не только верит его словам — она сознаёт, что отдаётся другим мужчинам по его желанию и в то же время мучается от мысли, что таким образом изменяет любимому. Чем дальше, тем больше О испытывает наслаждение, занимаясь сексом с другими мужчинами в присутствии Рене. Она привыкает к хлысту и плети и уже не страдает от унижений, которым её беспрестанно подвергают. Она с ужасом понимает, что не только её возлюбленный способен сделать её счастливой в момент близости. Это сознание вызывает у неё чувство вины, которое ещё больше увеличивает её покорность. Другие девушки замка не упускают возможности нарушить строгие правила, используют свои чары, чтобы соблазнить слуг и смягчить наказания за провинности. Однако для О такое поведение неприемлемо. Она не протестует и продолжает выполнять все приказы, даже когда на время отъезда Рене её заточают в подвальное помещение, где в «вечном, тёплом полумраке» она перестаёт различать день и ночь. Здесь, прикованная цепью, она попеременно занимается сексом с людьми, лиц которых не видит (каждый раз Пьер завязывает ей глаза) и терпит жестокие истязания. 

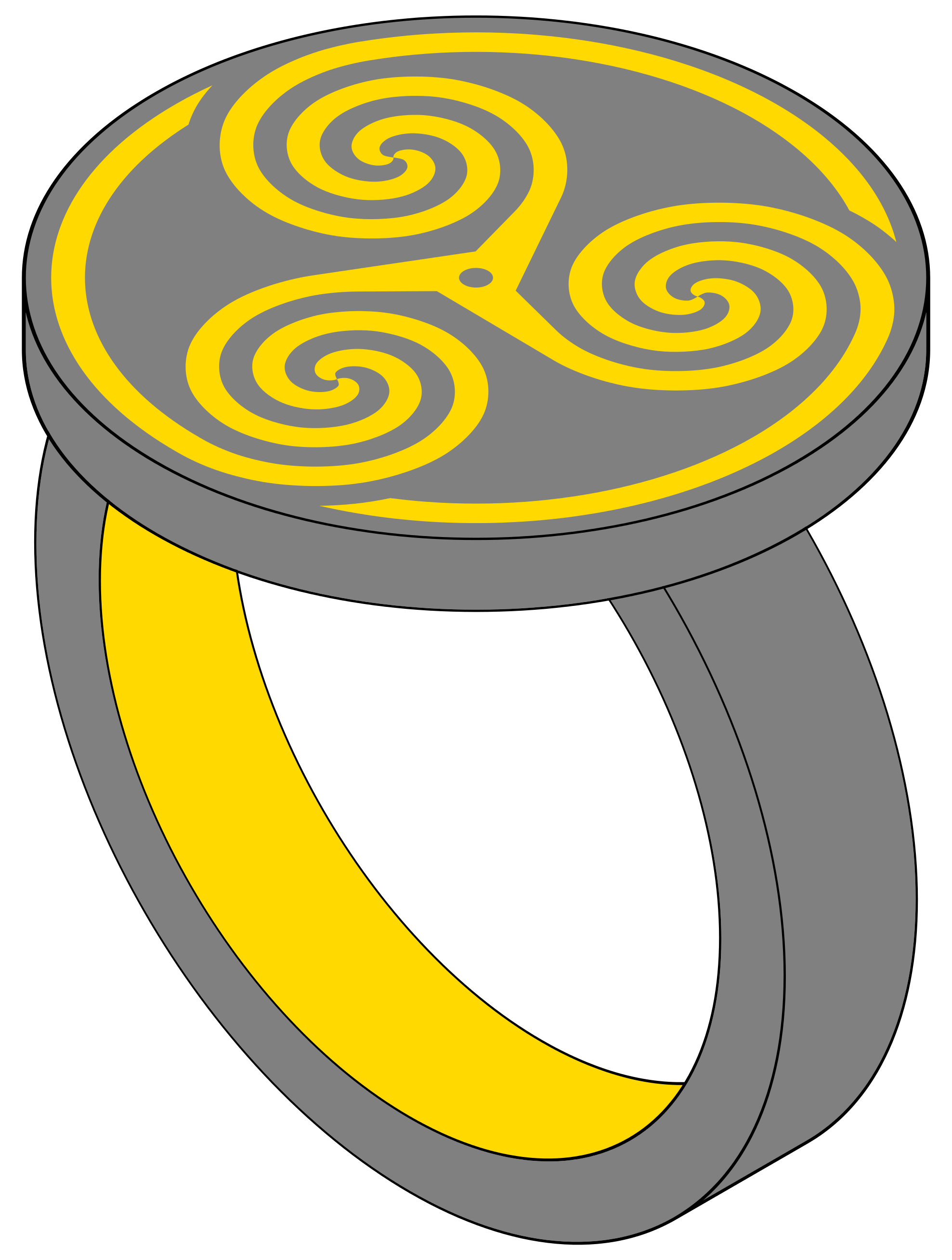
Описанное в романе «кольцо О»

Пребывание в замке заканчивается внезапно: вновь появляется Рене и увозит О назад в Париж. Она снова одета как обычно, только с железным кольцом на пальце: это кольцо с прежде неизвестным ей символом — знак её подчинения Рене и всему сообществу, к которому он принадлежит. С этого дня О возвращается в обычный мир, на свою работу в рекламном агентстве, и в то же время живёт другой, тайной жизнью, как рабыня своего бывшего любовника, а теперь — господина.
Однажды в ресторане Рене знакомит О со своим сводным братом, сэром Стивеном (сэр Стефан — в некоторых переводах на русский язык). Рене объявляет О, что отныне она будет рабыней их обоих, причём преимущественные права на неё принадлежат сэру Стивену. О не смеет сопротивляться, хотя любит по-прежнему только Рене. Сэр Стивен более опытен в вопросах любви и власти, он приверженец дисциплины и ритуала. Он становится наставником О, а вскоре и единственным её хозяином. Робкие попытки девушки отстоять свои права на любовь ни к чему не приводят — Рене каждый раз подтверждает своё намерение считать её собственностью сэра Стивена, а когда она пытается ослушаться, просит сэра Стивена наказать её со всей строгостью, чтобы у девушки не возникало даже мыслей о самостоятельном поведении. Мало-помалу О привыкает к своей новой роли, и чувства, которые она ранее испытывала к Рене, постепенно распространяются на сэра Стивена. С одним исключением: их любовная связь с сэром Стивеном не носит и тени равноправия, она — только рабыня, обязанная подчиняться.
Параллельно развивается тема влюблённости О в одну из моделей, снимающихся в её фотоагентстве. Из воспоминаний О читатель узнаёт о её лесбийском опыте, не менее богатом, чем общение с мужчинами. Новое увлечение О — Жаклин, девушка из семьи русских эмигрантов, которая вскоре знакомится и с Рене. Заинтересовавшись Жаклин, Рене пытается выяснить, имеется ли у неё склонность к мазохизму. Но Жаклин явно не испытывает к этой сфере жизни ничего, кроме отвращения. Однако вскоре О получает от сэра Стивена приказ соблазнить Жаклин, чтобы побудить её приехать в Руаси и сделаться такой же рабыней для утех, какой была О. Первоначально девушка приходит в ужас, представив себе свою подругу плачущей под ударами плети, но всё же не осмеливается ослушаться своих господ. О и Жаклин становятся любовницами, О уговаривает Жаклин переехать к ней на квартиру. Некоторое время она терзается стыдом перед Жаклин и её матерью, которой ручается, что ничего плохого с её дочерью не случится. Однако мало-помалу она замечает, что Рене всерьёз увлёкся Жаклин, и угрызения совести блёкнут и затухают.
Тем временем сэр Стивен решает провести свою рабыню через новые испытания. Он представляет её женщине средних лет по имени Анн-Мари, которая, осмотрев О, как живой товар, объявляет о готовности принять её у себя в другом местечке — Самуа[fr], у леса Фонтенбло. Здесь О предстоит познакомиться с новыми ритуалами, которые ещё сложнее и изощрённее, чем в замке Руаси. В Самуа живут исключительно женщины и девушки. Юные рабыни — Клер, Колетт и Ивонн — проводят дни в праздности; их обязанность — сексуальное удовлетворение госпожи, Анн-Мари. Пожилые служанки выполняют работу по дому и прислуживают девушкам за обедом. В первый же день Анн-Мари отдаёт О для порки своей рабыне Колетт, которая наглядно показывает, «что женщина может быть более жестокой и беспощадной, чем мужчина». Некоторое время спустя ей самой поручают привести в исполнение экзекуцию, и к своему удивлению, О находит удовольствие в том, чтобы мучить другую девушку. Ежедневные эротические игры, в которых секс и истязания почти неразделимы, незаметно подготавливают героиню к главному шагу — клеймению раскалённым железом. В назначенный день в присутствии сэра Стивена и Анн-Мари ей выжигают два клейма на ягодицах. Кроме того, ей надевают диск на цепочке с изображением перекрещённых плети и хлыста, с именем её и сэра Стивена.
К этому времени О настолько сживается со своей ролью, что эта средневековая церемония наполняет её счастьем. Она гордится тем, что отдала себя в полную и безраздельную собственность. Когда молодой человек по имени Эрик (тоже принадлежащий к сообществу садомазохистов) влюбляется в неё и предлагает ей свободу и спасение от рабства, она не колеблясь отвергает его чувства.
Между тем Жаклин наконец узнаёт, что её подруга и любовница — заклеймённая рабыня, которая подчиняется господину не только добровольно, но и с гордостью. Жаклин потрясена, однако любопытство берёт верх, и она присоединяется к компании Рене, сэра Стивена и О, собираясь даже съездить в замок Руаси, чтобы просто «посмотреть» на происходящее там. Пока что необычная компания совместно отправляется на юг Франции. Незаметно для себя Рене влюбляется в Жаклин, которая замечает это и быстро подчиняет его себе. Рене теряет всю свою уверенность, страдает и унижается перед Жаклин, он уже совершенно не замечает О. Жаклин проявляет жестокость и по отношению к своей бывшей подруге, которой остаётся только ревновать. В то же время младшая сестра Жаклин — Натали — приходит в восторг от тайны, которую ей открыли, и молит принять её в замок, чтобы вести жизнь, подобную той, которую ведёт О. Сэр Стивен отвечает согласием.
Заключительная сцена романа — большая вечеринка членов сообщества на уединённой вилле, куда приезжает, судя по всему, магистр этого тайного ордена — Командор. О принимает участие в этом действе не просто как рабыня, но в маске и на поводке, совершенно обезличенная и безмолвная. Она отдана всем, кто её пожелает; в заключение ею овладевает сам Командор. История, в сущности, не заканчивается: Полин Реаж предлагает читателю на выбор два варианта финала. Согласно первому, О возвращается в замок Руаси, где сэр Стивен оставляет её в рабстве; согласно второму, О видит, что сэр Стивен тоже готов её бросить, и поэтому изъявляет намерение покончить с собой; сэр Стивен не возражает.

## Судьба книги
Будучи отвергнута респектабельным издательством «Галлимар», «История О» была принята для публикации Жан-Жаком Повером, который специализировался на бульварной литературе. Присуждение книге литературного приза «Deux Magots» в феврале 1955 года привлекло к ней внимание полиции нравов, которая потребовала через суд запрета «порнографического» издания. Хотя иск был отклонён, судья предписал издателю воздержаться от переиздания и продвижения крамольного текста.
Доминик Ори на протяжении многих лет отрицала своё авторство и призналась в нём лишь за четыре года до своей смерти в 1998 году. Она утверждала, что написала роман в пику своему боссу (и любовнику) Жану Полану, который, будучи поклонником сочинений маркиза де Сада, заявлял, что ни одна женщина не в состоянии написать достойный эротический роман.

### Переводы, продолжения, экранизации
В 1969 году под именем Полин Реаж (фр. Pauline Réage) появилось продолжение книги — «Возвращение в Руаси» (Retour à Roissy). Сюжет второй книги гораздо проще, здесь намного больше эротических сцен, а психологической составляющей уделено существенно меньше внимания. Замок Руаси предстаёт обычным публичным домом для VIP-клиентов с нетрадиционными наклонностями, девушки-рабыни просто зарабатывают деньги и т. д. Заканчивается роман так же неоднозначно — вновь предлагается на выбор два варианта: О возвращается домой либо остаётся в замке, с которым не в силах расстаться. Подлинный автор продолжения не известен.
Первый, сокращённый перевод романа на русский язык был выпущен агентством «Дайджест» в серии «Бестселлеры мира» (Минск, 1992). Год спустя московское издательство «Васанта» выпустило первый полный перевод романа.
В 1961 году киноавангардист Кеннет Энгер снял короткометражную «Историю О». Относительно мейнстримная экранизация романа была одним из незавершённых проектов Анри-Жоржа Клузо. Австралийская фотохудожница Трейси Моффат использовала мотивы романа в своём цикле «Лауданум». В 1975 году Гвидо Крепакс создал графическую версию романа. В том же году два знаменитых режиссёра эротики, Джерард Дамиано («Глубокая глотка») и Жюст Жакен («Эммануэль»), выпустили свои экранизации романа. Фильм «История О» Жакена имел успех в советском видеопрокате, хотя его распространение было чревато уголовным преследованием.
«История О» произвела впечатление на молодого Ларса фон Триера, о чём свидетельствует его ранняя короткометражка «Блаженная Менте» (1979). Наблюдения о человеческом тяготении к подчинению и рабству, изложенные в предисловии Полана к роману, послужили отправной точкой для создания фон Триером киноленты «Мандерлей» (2005).